# Ekibastuz
Ekibastuz (Língua cazaque: Екібастұз) é uma cidade na província de Pavlodar, no nordeste do Cazaquistão. Ela possui uma população de 127,200 habitantes(censo de 1999). Ela é atendida pelo Aeroporto de Ekibastuz.

## História
A história de Ekibastuz começa no século XIX, quando Kosym Pshembayev, um cazaque nativo que foi incumbido por comerciantes russos de procurar por recursos minerais na região, deparou-se com um campo de carvão no sudeste de Pavlodar. Ele marcou o lugar com dois grandes montes de sal. Essa marcação deu o nome ao lugar: ekibastuz significa "dois montes de sal" em cazaque. A exploração comercial da mina começou pouco tempo depois. A mina foi posteriormente vendida para um comerciante russo chamado Urquart. A linha férrea foi construída e o vilarejo de Ekibastuz foi estabelecido em 1899.
A Revolução Russa de 1917, assim como as duas Guerras Mundiais desviaram a atenção do Estado da exploração da mina. O vilarejo estava totalmente deserto. No entanto, em 1948, a primeira equipe de 50 pessoas iniciou a construção da futura cidade. Os limites da futura mina de carvão a céu aberto também foram marcados naquela época.
Dezembro de 1954 foi um período importante para Ekibastuz, pois as primeiras cargas de carvão foram transportadas pelo trem. Naquele momento o desenvolvimento industrial de Ekibastuz começou. Em 1955 a milionésima tonelada de carvão foi produzida.
O status de "cidade" foi dado a Ekibastuz em 12 de julho de 1957 por um decreto do Politburo Soviético Supremo da República Socialista Soviética Cazaque. Naquele momento, a população de Ekibastuz era de aproximadamente 25 mil habitantes. Hoje em dia, a população é de aproximadamente 141 mil habitantes.

## Indústria
Próximo a Ekibastuz há duas usinas termoelétricas movidas a carvão: a GRES-1, com capacidade instalada de 4.000 MW, e a GRES-2, com capacidade instalada de 1.000 MW. A GRES-2 tem a mais alta chaminé do mundo, com 419,7 metros.
A construção de GRES-2 foi parte de um programa para o desenvolvimento das minas de Ekibastuz, prevendo a construção de quatro usinas termoelétricas, cada uma de 4.000 MW (8 unidades x 500 MW). Entre 1991-1993, apenas as unidades 1 e 2 de GRES-2 foram inauguradas. A construção da unidade 3 foi iniciada em 1990 mas foi interrompida posteriormente.
De Ekibastuz até Kokshetau corre uma linha de transmissão projetada para a transmissão de uma tensão de 1.150 kV, a linha de transmissão Ekibastuz-Kokshetau.
Hoje, Ekibastuz é a maior mina de carvão a céu aberto e uma das regiões com maior perspectiva de extração de carvão do mundo. Ela contém mais de 13 bilhões de toneladas de carvão numa área de 62 km². Em outras palavras, há 74 milhões de toneladas de carvão por quilômetro quadrado.

## Gulag

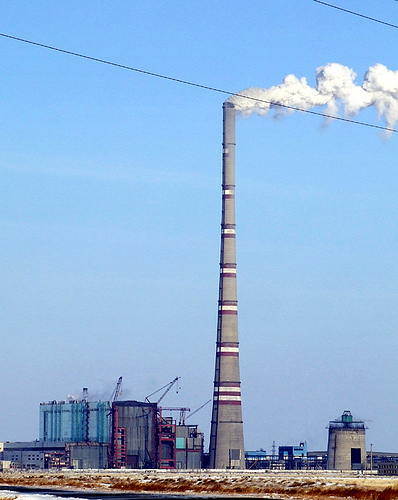
A chaminé na Usina de Energia GRES-2, em Ekibastuz, é a mais alta no mundo.

Ekibastuz foi também o local onde se instalou um grande campo de trabalhos forçados do sistema Gulag, mantidos pela União Soviética dos anos 20 até os anos 50. Aleksandr Solzhenitsyn serviu nesse campo.